# Manuel Camps Vicens
 (septembre 2014).
Si vous disposez d'ouvrages ou d'articles de référence ou si vous connaissez des sites web de qualité traitant du thème abordé ici, merci de compléter l'article en donnant les références utiles à sa vérifiabilité et en les liant à la section « Notes et références ».
Pour les articles homonymes, voir Camps et Vicens.
Manuel Camps Vicens, né en 1906 à Gérone, et mort en 1986, est un peintre d’origine espagnole.

## Biographie
À l’âge de dix-sept ans, il participait dans des expositions à Barcelone puis à Madrid. Engagé dans la lutte militaire contre les nationalistes, il sera capturé et fait prisonnier dans un camp en 1939. Puis de nouveau engagé alors en France, il sera arrêté puis déporté dans un camp de concentration allemand.
Manuel Camps Vicens  est un peintre au tonalité fauve ayant son propre style, il vécut et travailla à Toulouse aux côtés de ses compatriotes eux aussi exilés, tels que Carlos Pradal et Hilarion Brugarolas.
Durant sa vie, il exposa ses œuvres au salon de Barcelone en 1923, au salon de Madrid en 1924, en 1947 à la Galerie la Boétie à Paris, au salon des Artistes occitans à Toulouse en 1967 et 1969, en 1984 à la Galerie d’Alba (Toulouse), etc. Il figurait aussi dans les collections du musée des Augustins, à Toulouse.
Il mourut en 1986 dans un hôpital psychiatrique, âgé de quatre-vingt ans.

## Œuvre
- Larroque, 1960, huile sur toile[1]
- une peinture représentant une arène à Barcelone[2]

## Expositions

### Collectives
- 1923, Salon de Barcelone[3]
- 1924, Salon de Madrid[3]

### Individuelles
- 1960 et 1969, Galerie du Taur, Toulouse[3]
- 1981, Exposition homenaje à México[3]
- 1984, Galerie d’Alba, Toulouse[3]
- 1985, 14e Salon d’Automne de Colomiers - Rétrospective de Camps-Vicens[3]